# Де Вильде, Патрик
Патрик Де Вильде (нидерл. Patrick De Wilde; род. 29 апреля 1964, Бельгия) — бельгийский футбольный тренер и функционер.

## Карьера
В качестве футболиста выступал за команду «Сент-Никлас» из низших лиг. Тренерскую карьеру начал в малоизвестных коллективах. С 2006 по 2007 год входил в тренерский штаб донецкого «Металлурга», ассистируя в нём Йозефу Дардену.
С 2016 по 2019 год Патрик Де Вильде являлся помощником своего соотечественника Жоржа Лекенса в нескольких командах и в сборных Алжира и Венгрии. После его отставки из тунисского клуба «Этуаль дю Сахель» специалист временно руководил им. Был техническим директором Литовской футбольной федерации.